# 니자르 칼판
니자르 칼판 (Nizar Khalfan, 1988년 6월 21일 ~)는 탄자니아 프리미어 리그의 영 아프리칸즈 SC에서 활동하고 있는 탄자니아의 축구 선수이다.